# Harald Öhquist
Harald Öhquist (ur. 1 marca 1891 w Helsinkach, zm. 10 lutego 1971) – fiński wojskowy (generał porucznik), dowódca Pułku Karelskiej Straży, 2 Dywizji Piechoty i Korpusu Armijnego w okresie przedwojennym, dowódca II Korpusu Armijnego podczas wojny zimowej 1939-1940, generalny inspektor fińskich sił zbrojnych w okresie międzywojennym, oficer łącznikowy przy niemieckim najwyższym dowództwie, a następnie dowódca Armii podczas wojny kontynuacyjnej 1941-1944, pisarz wojskowy w okresie powojennym.

## Życiorys
W 1908 r. ukończył szkołę średnią. Do 1914 r. studiował prawo na uniwersytecie w Helsinkach. W 1915 r. wyjechał do Niemiec, gdzie wstąpił ochotniczo do 27 Królewskiego Pruskiego Batalionu Jegrów, w którym służyło wielu Finów. W lutym 1918 r. powrócił do Finlandii. Uczestniczył w fińskiej wojnie domowej. Dowodził w stopniu majora 9 Batalionem Jegrów, działającym w rejonie Viipuri. Po zakończeniu wojny uczył krótko w szkole wojskowej w Viipuri, po czym został dowódcą Pułkiem Karelskiej Straży. W 1925 r. został awansowany do stopnia pułkownika. Jednocześnie objął dowództwo 2 Dywizji Piechoty w Viipuri. W 1930 r. awansował na generała majora. Od 1933 r. dowodził korpusem armijnym na Przesmyku Karelskim. W 1935 r. awansował na generała porucznika. Po ataku ZSRR na Finlandię 30 listopada 1939 r., objął dowodzenie II Korpusem Armijnym w składzie Armii Przesmyku Karelskiego. Podczas okresu pokoju międzywojennego pełnił funkcję generalnego inspektora fińskich sił zbrojnych. Po ataku Niemiec na ZSRR 22 czerwca 1941 r., został oficerem łącznikowym przy niemieckim najwyższym dowództwie w Berlinie. W marcu 1942 r. powrócił do Finlandii, obejmując dowództwo jednej z armii na Przesmyku Karelskim. Od lutego 1944 r. był szefem wyszkolenia wojskowego przy generalnym inspektorze piechoty. W listopadzie tego został przeniesiony do rezerwy. Formalnie był inspektorem piechoty, choć faktycznie nie pełnił tej funkcji. W 1949 r. opublikował książkę pt. "Talvisota minun näkökulmastani", dotyczącą działań wojennych podczas wojny zimowej. W 1951 r. odszedł z armii.
Został odznaczony m.in. estońskim Orderem Krzyża Orła I klasy (1935).